# Anna Hebrea
Anna Hebrea ("Anna hebreiskan"), död efter 1508, var en judisk-italiensk skönhetsexpert och kosmetolog. Hon är den kanske första kvinna i detta yrke vars namn är dokumenterat.
Anna Hebrea var etablerad i Rom som tillverkare och försäljare av skönhetsmedel. Hon var uppenbart väletablerad och framgångsrik, och hade kunder långt utanför Rom. Hon är främst känd från ett bevarat brev till sin kund Caterina Sforza i Florens från 15 mars 1508, där hon gav råd om hur Sforza skulle använda en skönhetskräm som Anna sålt till Sforza.